# Brook, Kent
Brook är en ort och civil parish i grevskapet Kent i sydöstra England. Orten ligger i distriktet Ashford, cirka 6 kilometer nordost om Ashford. Tätorten (built-up area) hade 329 invånare vid folkräkningen år 2021.